# Men răng

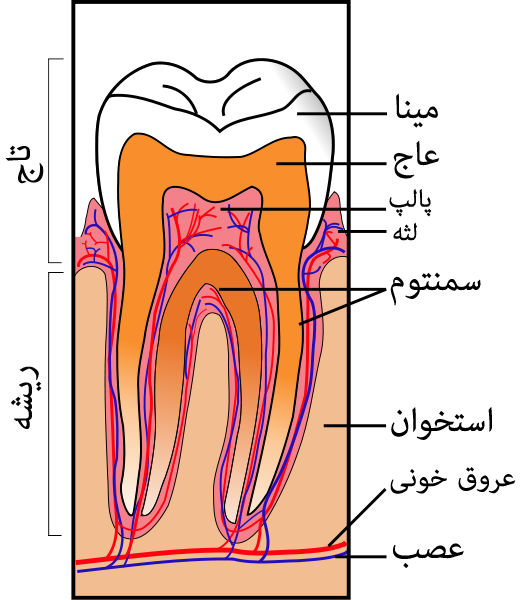
Một phần của răng thể hiện cấu trúc và tên các bộ phận của răng

Men răng, cùng với ngà răng, cementum, và tủy răng là một trong bốn mô lớn tạo nên răng ở động vật có xương sống. Nó là phần cứng nhất và chứa hàm lượng khoáng chất cao nhất trong cơ thể con người. Men răng cũng được tìm thấy trong vảy da cá mập. Chín mươi sáu phần trăm của men bao gồm các loại muối khoáng, phần còn lại là nước và vật liệu hữu cơ. Ở người, độ dày men răng tỏ ra không đồng đều: dày nhất ở đỉnh, (lên đến 2.5 mm) và mỏng nhất ở vùng biên.
Men răng là phần cứng nhất, cấu tạo từ những tinh thể calci phosphat dài mảnh, nằm sát cạnh nhau theo 1 trình tự chính xác để bảo vệ răng. Có những tế bào đặc biệt gọi là nguyên bào men, sản sinh ra men răng, những tế bào này sẽ chết đi khi thân răng nhô hết ra ngoài. Men răng bị tổn thương thì không thể thay thế được. Men răng rất bền vững, không bị vỡ, không bị xây xát, nhưng lại bị ăn mòn bởi các axít trong miệng: các thức ăn có đường sẽ kích thích những vi khuẩn trong miệng sản sinh ra acid gây sâu răng.
Màu sắc bình thường của các men khác nhau từ vàng nhạt đến xám trắng. Ở các cạnh của răng, nơi không có ngà răng nằm dưới men, màu sắc đôi khi có hơi xanh. Do men răng là nửa trong suốt, màu ngà răng và vật liệu bất kỳ bên dưới men răng mạnh mẽ ảnh hưởng đến bề ngoài răng.
Chất khoáng chính của men răng là hydroxyapatite, một loại calci phosphat kết tinh. Các số lượng lớn chất khoáng trong thành phần men không chỉ làm tăng độ cứng mà còn độ giòn của nó. Men răng được xếp vào hạng 5 trên thang đo độ cứng Mohs và có suất đàn hồi Young là 83 GPa.
Men răng không có chứa collagen, như được tìm thấy trong các mô cứng như ngà răng và xương, nhưng nó có hai lớp học độc đáo của các protein - amelogenins và enamelins. Trong khi vai trò của các protein này không hoàn toàn hiểu rõ, người ta tin rằng họ hỗ trợ trong sự phát triển của men bằng cách phục vụ như là một khuôn khổ cho các khoáng chất để tạo thành, trong số các chức năng khác. Sau khi trưởng thành, men răng là gần như hoàn toàn vắng mặt các vật chất hữu cơ nhẹ hơn. Men răng không có mạch và không có nguồn cung cấp dây thần kinh bên trong nó và không được làm mới, tuy nhiên, nó không phải là một mô tĩnh vì nó có thể trải qua những thay đổi khoáng chất.